# My City of Ruins
"My City of Ruins" je pjesma Brucea Springsteena napisana 2000. i objavljena na albumu The Rising iz 2002.

## Povijest
Pjesma je napisana u studenom 2000. za dobrotvorni božićni koncert za Asbury Park u New Jerseyju za promociju revitalizacije grada. U 19. i početkom 20. stoljeća nekad popularna odmarališna destinacija, Asbury Park je podlegao zbog mnoštva raznih razloga, uključujući teške efekte Velike depresije, otvaranja Garden State Parkwaya i rasnih nereda.
Pjesma počinje opisom trenutnog stanja Asbury Parka, istrošenosti i nedostatka stanovništva u okolici.
There's a blood red circle
On the cold dark ground
And the rain is falling down
The church doors blown open
I can hear the organ's song
But the congregations gone
Tijekom cijele pjesme, Springsteen opisuje grad koristeći prizore kao što su muškarci koji dangube na uglu ulice i zgrade sa zabijenim prozorima. Međutim, pjesma završava u optimističnom tonu snažnom porukom za "dizanjem" iz truleži.
Come on rise up!
Come on rise up!
Rise up
Prvi je put izvedena 17. prosinca 2000. u Asbury Park Convention Hallu.

## Povezanost s 11. rujna
Pjesma je poprimila potpuno novo značenje nakon napada 11. rujna, ponudivši poruku nade i dizanja iz ruševina. Najslavnija izvedba dogodila se 21. rujna 2001. tijekom nacionalnog televizijskog prijenosa America: A Tribute to Heroes. Springsteen je otvorio program samo s gitarom i akustičnom harmonikom, predstavivši pjesmu kao "molitvu za naše pale braću i sestre" te promijenivši nekoliko rečenica u pjesmi. Na pozornici su mu se pridružili Patti Scialfa, Steven Van Zandt i Clarence Clemons. Uključena je kao prva pjesma na kasniji album snimljen tijekom prijenosa.
Studijska verzija zatim je uvrštena kao završna pjesma na Springsteenov album tematski inspiriran 11. rujnom The Rising.

## Kasnija povijest koncertnih izvedbi
Pjesma se pojavila i u sljedećim godinama na priredbama u čast praznika Asbury Parka.
Redovito je izvođena tijekom The Rising Toura i Sessions Band Toura.
Kao takva, "My City of Ruins" uvrštena je na koncertno video izdanje Live in Barcelona i kao bonus pjesma na posebnom PBS-ovom izdanju EP-a Bruce Springsteen with The Sessions Band: Live in Dublin.

## Vanjske poveznice
- Stihovi "My City of Ruins"  Arhivirana inačica izvorne stranice od 14. studenoga 2008. (Wayback Machine) na službenoj stranici Brucea Springsteena